# Person Colby Cheney

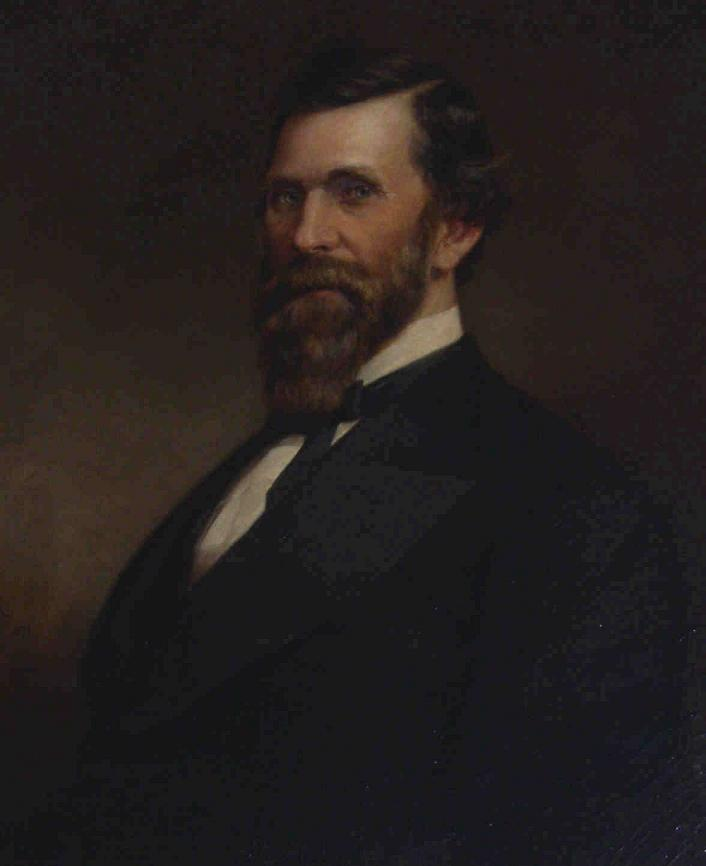
Person Colby Cheney

Person Colby Cheney (* 25. Februar 1828 in Holderness, Grafton County, New Hampshire; † 19. Juni 1901 in Dover, New Hampshire) war ein US-amerikanischer Politiker und von 1875 bis 1877 Gouverneur von New Hampshire. Zwischen 1886 und 1887 vertrat er diesen Bundesstaat im US-Senat.

## Frühe Jahre und politischer Aufstieg
Person Cheney wurde als eines von elf Kindern des Papierfabrikanten Moses Cheney geboren. Im Jahr 1835 zog die Familie nach Peterborough. Der junge Person besuchte dann Schulen in Peterborough, Hancock und Parsonsfield (Maine). Im Jahr 1845 übernahm er das Management der Papierfabrik seines Vaters und 1853 wurde er nach einer Fusion Partner der Firma Cheney, Hadley & Going.
Zwischen 1853 und 1855 war er Abgeordneter im Repräsentantenhaus von New Hampshire und wurde Mitglied der neuen Republikanischen Partei. Während des Bürgerkrieges war er Oberleutnant und Quartiermeister bei einer Infanterieeinheit aus New Hampshire. Im August 1863 musste er den Militärdienst aus gesundheitlichen Gründen aufgeben. Zwischen 1864 und 1867 war er Eisenbahnbeauftragter (Railroad Commissioner) der Regierung von New Hampshire. Im Jahr 1867 zog er nach Manchester, wo er weiter im Papiergeschäft tätig war. Zwischen 1871 und 1873 war er Bürgermeister von Manchester. Im Jahr 1875 wurde er zum Gouverneur seines Staates gewählt. Das Wahlergebnis war allerdings so knapp, dass die Legislative des Staates die endgültige Entscheidung zu Cheneys Gunsten treffen musste.

## Gouverneur von New Hampshire
Cheney trat sein neues Amt am 10. Juni 1875 an. Nach einer Wiederwahl im Jahr 1876 konnte er bis zum 6. Juni 1877 in diesem Amt bleiben. In dieser Zeit wurden viele Ämter, die unter seinem Vorgänger James A. Weston an Mitglieder von dessen Demokratischer Partei gegangen waren, wieder an Republikaner vergeben. Gouverneur Cheney reformierte die Verwaltung, um Geld zu sparen, wobei gleichzeitig versucht wurde, die Effizienz der Ämter zu erhöhen. Trotz der damals wirtschaftlich schlechten Lage arbeitete er am Abbau der Staatsverschuldung. Ein Gesetz, das religiöse Minderheiten von öffentlichen Ämtern ausschloss, wurde aufgehoben.

## US-Senator und Botschafter
Die neun Jahre nach dem Ende seiner Gouverneurszeit verbrachte Cheney in Manchester, wo er weiter seinen geschäftlichen Interessen nachging. Nach dem Tod des US-Senators Austin F. Pike am 8. Oktober 1886 ernannte der damalige Gouverneur Moody Currier Cheney zum vorläufigen Nachfolger Pikes als Class-2-Senator. Er übte dieses Mandat zwischen dem 24. November 1886 und dem 14. Juni 1887 aus. An diesem Tag trat der offiziell zum Senator gewählte William E. Chandler seine Nachfolge im US-Kongress an. Im Jahr 1888 war Cheney dann Delegierter zur Republican National Convention, bei der Benjamin Harrison zum Präsidentschaftskandidaten nominiert wurde. Dieser ernannte ihn als Präsident dann auch zum amerikanischen Gesandten in der Schweiz, ein Amt, das Cheney zwischen 1892 und 1893 ausübte.

## Weiterer Lebenslauf
Cheney gehörte dann noch bis zum Jahr 1900 dem Republican National Committee an. Er starb im Juni 1901 und wurde in Manchester beigesetzt. Person Cheney war zweimal verheiratet und hatte ein Kind.